# Parafia Matki Bożej Królowej Polski w Choczewie
Parafia pw. Matki Bożej Królowej Polski w Choczewie – rzymskokatolicka parafia w Choczewie. Należy do dekanatu gniewińskiego diecezji pelplińskiej. Erygowana w 1974 roku przez ówczesnego biskupa chełmińskiego Bernarda Czaplińskiego. 